# Hårspänne

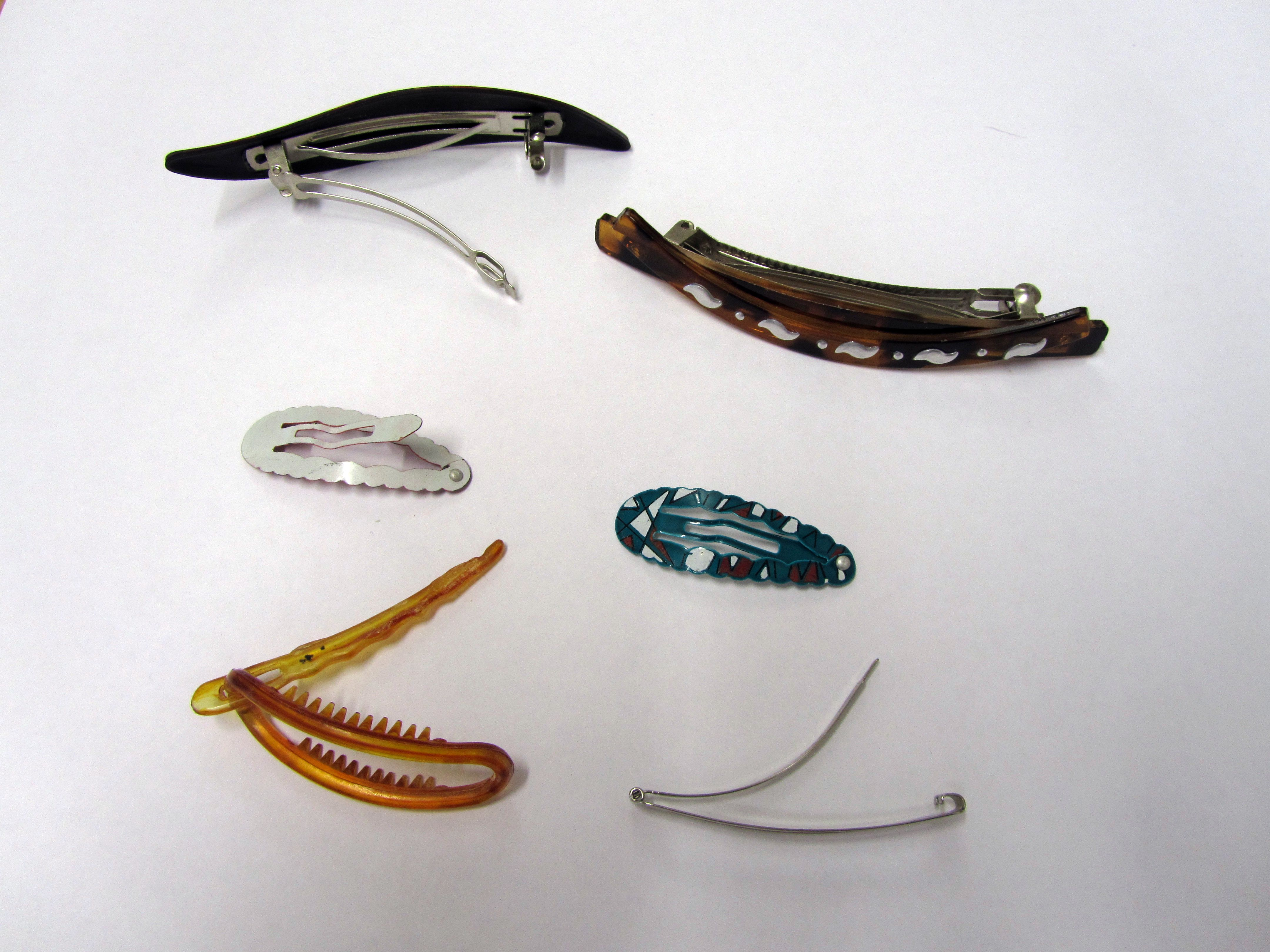
Olika typer av hårspännen:
Övertst: "hair clasp" eller "barrette" (1972)
Mitten: "clips" (1957)

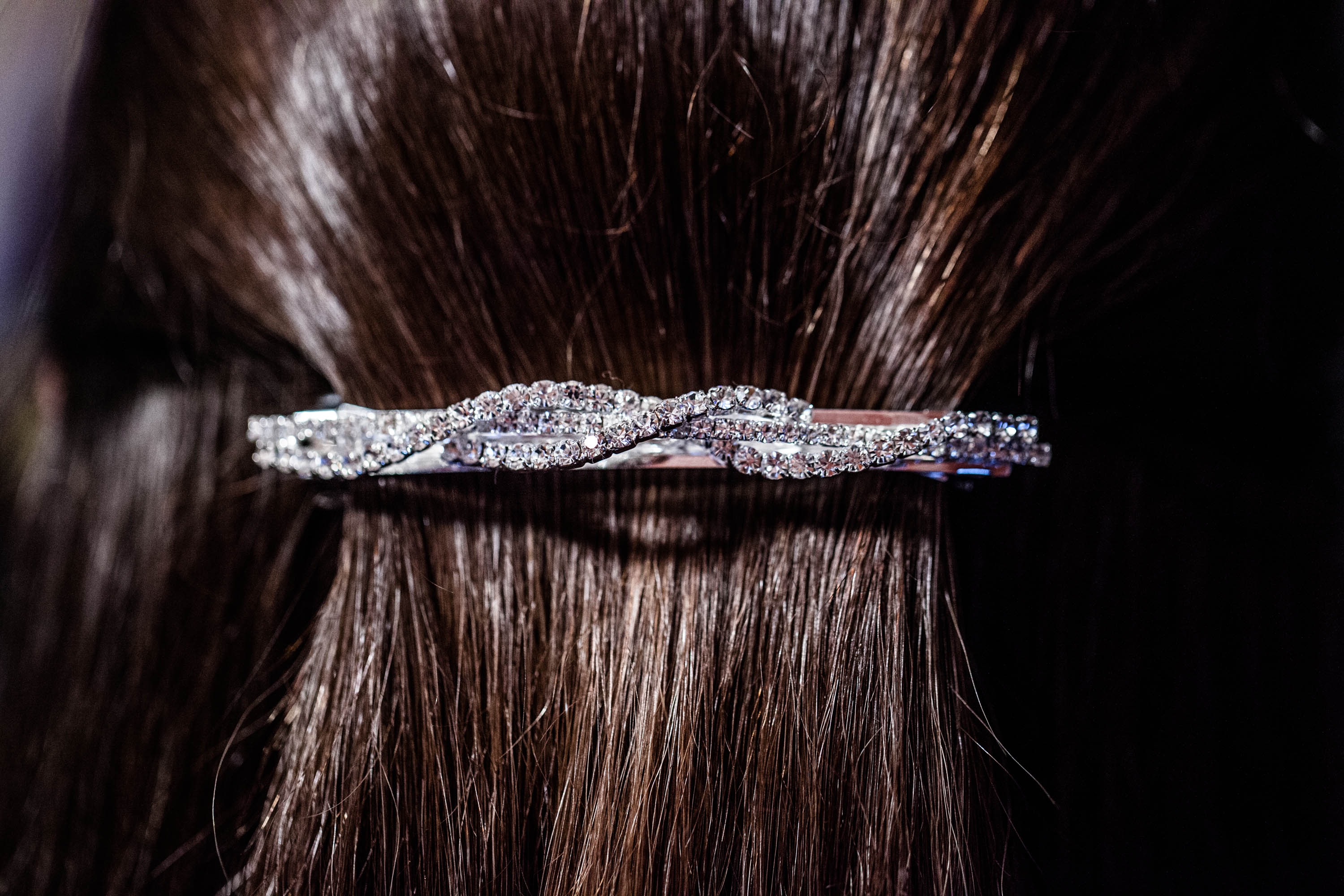
Ett hårspänne i en kvinnas hår.

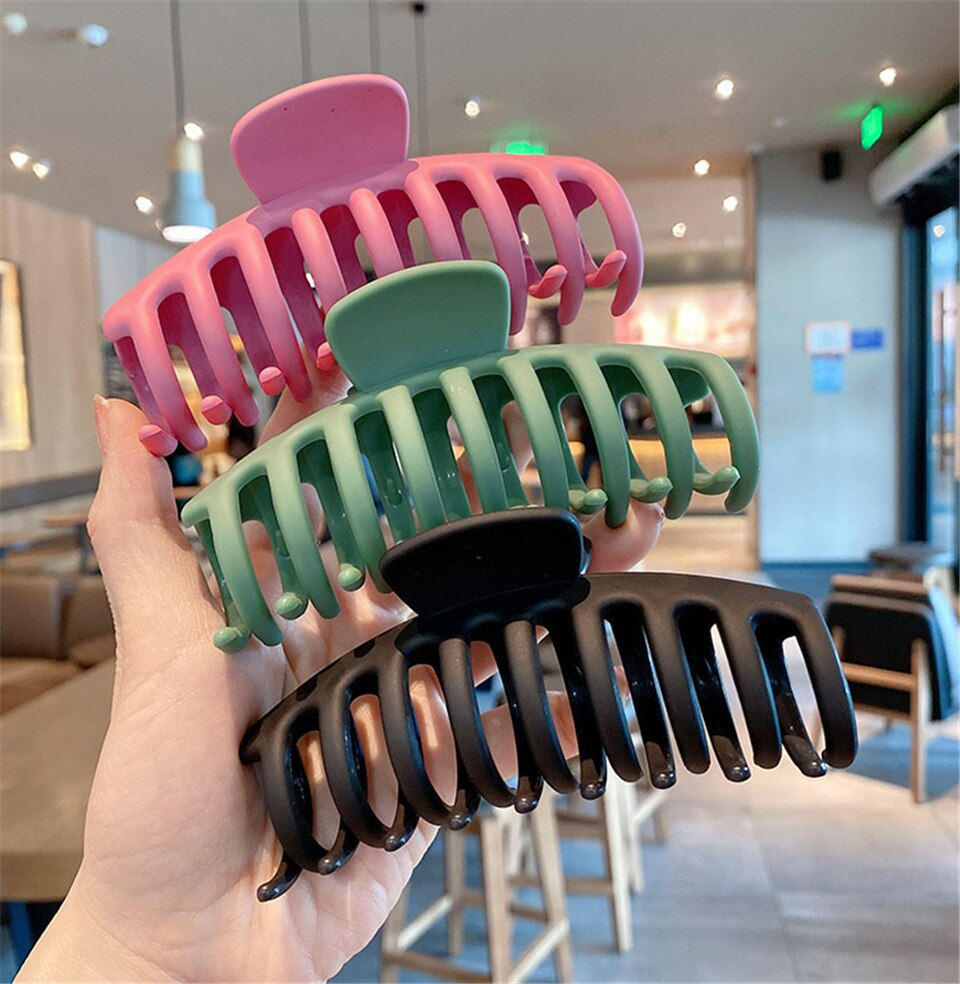
Tre hårklämmor i större modell, avsedda för långt och tjockt hår.

Ett hårspänne är ett spänne avsett för att hålla hår på plats, antingen för att hålla hår borta från ögon och ansikte eller för att fixera en frisyr, samt som hårprydnad. Ordet är belagt i svenska språket sedan 1894.
Hårspännen tillverkas ofta i metall och/eller plast, men finns också i trä.
En hårklämma används bland annat för att hålla en större mängd hår på plats, eller för att utforma en hårstil. Den är vanligtvis större än ett hårspänne och man fäster den med gripklor i håret. Hårklämman skapades 1989 av fransmannen Christian Potut.